# 리진위 (축구 선수)
리진위(중국어: 李金羽, 병음: Lǐ Jīnyǔ, 1977년 7월 6일 ~ )는 랴오닝 톄런의 감독직을 맡고 있는 중국의 전직 축구 선수이자 현 축구 지도자로 현역 시절 포지션은 공격수였으며 1998년 아시안 게임 동메달리스트이다.

## 클럽 경력
선전 FC 유소년팀 출신으로 1998년 랴오닝 훙윈 입단을 통해 프로에 입문한 후 2003년까지 팀의 주축 공격수로 활약하며 1998년 중국 갑급리그 준우승 및 차기 시즌 1부 리그 승격, 1998년 중국 FA컵 준우승, 2002년 중국 FA컵 준우승 등에 공헌했고 2002년에는 리그 27경기 15골로 득점왕에 오르기도 했으며 1999년에는 프랑스 리그앙의 AS 낭시에서 임대 선수로 잠시 활동했다.
그리고 2004년 산둥 타이산으로 이적 후 2010년 은퇴할 때까지 6년간 팀의 주축 공격수로 활약하며 리그 3회 우승(2006, 2008, 2010), 중국 슈퍼리그 2004 준우승, 중국 FA컵 2회 우승(2004, 2006), 2004년 중국 슈퍼 리그컵 우승, 2005년 중국 FA컵 준우승, 2번의 리그 3위(2005, 2007), 2007년 A3 챔피언스컵 준우승 등에 기여했으며 특히 2006년과 2007년에는 리그 43경기 41골이라는 폭발적인 득점력으로 2연속 득점왕 타이틀을 거머쥐는 등 프로 생활 12년간 3번의 리그 득점왕에 오르는 맹활약을 펼쳤다.

## 국가대표팀 경력
중국 U-20 대표팀 소속으로 1997년 FIFA U-20 월드컵에 출전했고 이에 앞서 1997년의 첫 날 미국과의 친선 경기에서 중국 성인대표팀 소속으로 국제 A매치 데뷔전을 치렀다.
그리고 이듬해에 열린 1998년 아시안 게임에서 8경기 6골로 대회 득점 랭킹 단독 5위에 이름을 올리며 팀의 동메달 획득을 주도했고 자국에서 열린 2004년 AFC 아시안컵에도 출전하여 20년만의 아시안컵 준우승에 공헌했다.
그 후 이듬해에 열린 2005년 EAFF E-1 풋볼 챔피언십에서도 1득점을 기록하며 중국의 사상 첫 동아시안컵 우승에 일조했으며 2008년 A매치 통산 73경기 26골의 기록을 남긴 뒤 11년간의 국가대표팀 생활을 마감했다.

## 지도자 경력
2010년 선수 은퇴 후 이듬해인 2011년 중국 여자 축구 국가대표팀의 수석 코치로 본격적인 지도자의 길로 들어선 뒤 2012 시즌부터 2014 시즌까지 자신의 고향팀인 선양 중쩌의 수석 코치 및 감독으로 지내며 2013 시즌 중국 갑급리그 6위의 성적을 이끌어냈고 2016 시즌과 2017 시즌에는 창저우 슝스와 장쑤 FC의 감독 대행을 역임했다.

## 수상

### 클럽
랴오닝 훙윈
- 중국 갑급리그 : 준우승 (1998)
- 중국 FA컵 : 준우승 (1998, 2002)

산둥 타이산
- 중국 슈퍼리그 : 우승 (2006, 2008, 2010), 준우승 (2004), 3위 (2005, 2007)
- 중국 FA컵 : 우승 (2004, 2006), 준우승 (2005)
- 중국 슈퍼 리그컵 : 우승 (2004)
- A3 챔피언스컵 : 준우승 (2007)

### 국가대표팀
중국
- 아시안 게임 : 동메달 (1998)
- AFC 아시안컵 : 준우승 (2004)
- EAFF E-1 풋볼 챔피언십 : 우승 (2005)

### 개인
- 중국 슈퍼리그 득점왕 : 2002, 2006, 2007
- 중국 슈퍼리그 올해의 팀 : 2002, 2004, 2006, 2007

## 통계

### 리그 경력 통계
Last update: 2010년 8월 27일
| 시즌  | 팀          | 국가   | 리그 | 출장 | 골 |
| ----- | ----------- | ------ | ---- | ---- | -- |
| 1998  | 랴오닝 훙윈 | 중국   | 1    | 0    | 0  |
| 98/99 | AS 낭시     | 프랑스 | 1    | 6    | 0  |
| 1999  | 랴오닝 훙윈 | 중국   | 1    | 13   | 8  |
| 2000  | 랴오닝 훙윈 | 중국   | 1    | 24   | 5  |
| 2001  | 랴오닝 훙윈 | 중국   | 1    | 22   | 11 |
| 2002  | 랴오닝 훙윈 | 중국   | 1    | 27   | 15 |
| 2003  | 랴오닝 훙윈 | 중국   | 1    | 14   | 7  |
| 2004  | 산둥 타이산 | 중국   | 1    | 21   | 13 |
| 2005  | 산둥 타이산 | 중국   | 1    | 17   | 7  |
| 2006  | 산둥 타이산 | 중국   | 1    | 26   | 26 |
| 2007  | 산둥 타이산 | 중국   | 1    | 27   | 15 |
| 2008  | 산둥 타이산 | 중국   | 1    | 24   | 6  |
| 2009  | 산둥 타이산 | 중국   | 1    | 22   | 3  |
| 2010  | 산둥 타이산 | 중국   | 1    | 11   | 4  |